# Rihards Pīks

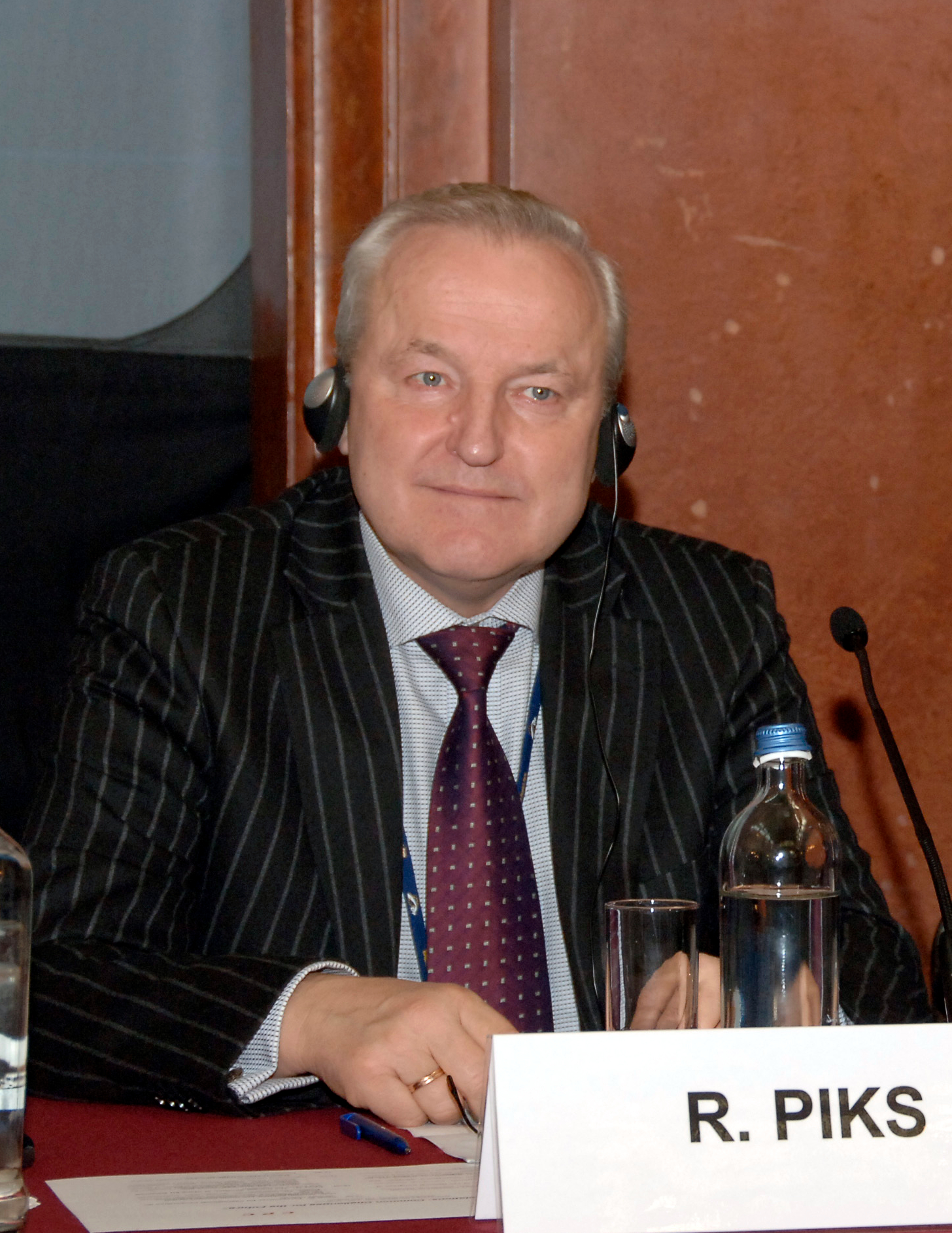
Rihards Pīks (2007)

Rihards Pīks (* 31. Dezember 1941 in Riga) ist ein lettischer Politiker. Er war von 2004 bis 2009 Mitglied des Europäischen Parlaments für die Tautas partija, als Teil der Fraktion der Europäischen Volkspartei und Europäischer Demokraten.

## Leben
Rihards Pīks war von 1961 bis 1993 als Kameramann, Regisseur und Filmproduzent tätig. Gegen Ende der 1980er Jahre schloss er sich der lettischen Volksfront an. Zwischen 1993 und 1995 war er Unternehmer und unterrichtete anschließend bis 1997 als Dozent an der Kulturakademie. Von 1995 bis 1996 war er Stellvertretender Vorsitzender des Nationalen Rates für Radio und Fernsehen.
Von 1996 bis 1997 war er Kulturminister Lettlands. 1998 trat Pīks der neu gegründeten Tautas partija bei, wurde dort Mitglied des Vorstands und gehörte von 1998 bis 2004 für die Partei dem lettischen Parlament an, dessen Vizepräsident er von 1999 bis 2000 war. Des Weiteren war Pīks von 1999 bis 2002 Leiter der lettischen Delegation in der Interparlamentarischen Union. Vom 9. März bis zum 19. Juli 2004 war er lettischer Außenminister. 
Pīks ist Gründer der nichtstaatlichen Organisation Politiskās izglītības fonds, seit 2000 ist er Mitglied des Vorstands. 2013 wurde er Parteimitglied der Partei Latvijas attīstībai.

## Posten als MdEP
- Mitglied im Ausschuss für konstitutionelle Fragen
- Mitglied in der Delegation für die Beziehungen zu der Volksrepublik China
- Stellvertreter im Ausschuss für auswärtige Angelegenheiten
- Stellvertreter im Haushaltsausschuss
- Stellvertreter im Nichtständiger Ausschuss zur behaupteten Nutzung europäischer Staaten durch die CIA für die Beförderung und das rechtswidrige Festhalten von Gefangenen
- Stellvertreter in der Delegation im Parlamentarischen Kooperationsausschuss EU-Russland

## Auszeichnungen
- Pīks ist Kommandeur des Verdienstordens der Italienischen Republik.